# Rorippa clandestina
Rorippa clandestina là một loài thực vật có hoa trong họ Cải. Loài này được (Spreng.) J.F. Macbr. miêu tả khoa học đầu tiên năm 1938.